# فرودگاه محلی شهرستان گرین
فرودگاه محلی شهرستان گرین (به انگلیسی: Greene County Regional Airport) یک فرودگاه همگانی بهره‌برداری هوایی است که یک باند فرود آسفالت دارد و طول باند آن ۱۵۲۵ متر است. این فرودگاه در کشور ایالات متحده آمریکا قرار دارد و در ارتفاع ۲۰۶ متری از سطح دریا واقع شده‌است.